# Suberites radiatus
Suberites radiatus är en svampdjursart som beskrevs av Kieschnick 1896. Suberites radiatus ingår i släktet Suberites och familjen Suberitidae.
Artens utbredningsområde är havet kring Indonesien. Inga underarter finns listade i Catalogue of Life.